# Turbonilla verrilli
Turbonilla verrilli är en snäckart som beskrevs av Bartsch 1909. Turbonilla verrilli ingår i släktet Turbonilla och familjen Pyramidellidae. Inga underarter finns listade i Catalogue of Life.